# Nyika-Safwa (M.20) jezici
Nyika-Safwa jezici, podskupina centralnih bantu jezika iz Tanzanije, Malavija i Zambije. Obuhvaća 10 jezika: 
- lambya [lai] (Malavi);
- malila [mgq] (Tanzanija);
- ndali [ndh] (Tanzanija);
- nyamwanga [mwn] (Zambija);
- malavijski nyiha [nyr] (Malavi);
- tanzanijski nyiha [nih] (Tanzanija);
- nyika [nkv] (Malavi);
- tanzanijski nyika [nkt] (Tanzanija);
- safwa [sbk] (Tanzania);
- wanda [wbh] (Tanzanija).[1]

## Vanjske poveznice
- Ethnologue (14th)
- Ethnologue (15th)